# Сельскохозяйственный комбайн

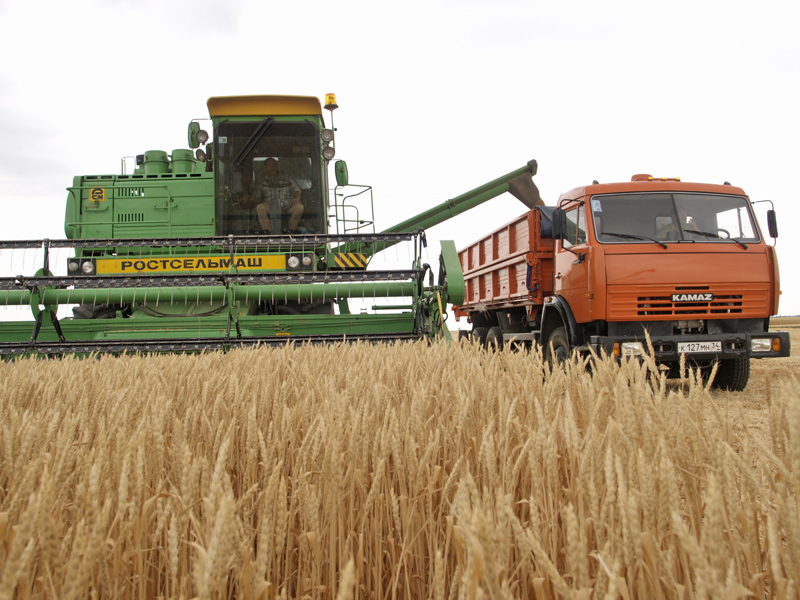
Зерноуборочный комбайн (слева). Сбор урожая

Сельскохозя́йственный комба́йн (от англ. combine — «сочетать», «объединять») — сельскохозяйственная машина, предназначенная для повышения производительности труда при уборке урожая сельскохозяйственных культур. Выполняет одновременно несколько (не менее трёх) технологических операций. Комбайны подразделяются по специализации — по видам убираемых ими сельскохозяйственных культур.

## История
Первый в мире сельскохозяйственный комбайн (зерноуборочный) был создан в 1836 году в США.
В Российской империи первый сельскохозяйственный комбайн (зерноуборочный) был построен и испытан агрономом А. Р. Власенко в 1868 году в Бежецком уезде Тверской губернии.
Массовое применение комбайнов началось со второй четверти XX века.

## Описание
Все сельскохозяйственные комбайны состоят из 2 частей: моторно-ходовой, включая систему управления, и технологической.
Технологическая часть сельскохозяйственных комбайнов имеет общие по назначению устройства:
- для отделения продуктовой части растения (зерна, семян, клубней, ягод, фруктов и др.) от побочной (соломы, веток, листьев, ботвы и др.)
- для временного накопления продуктовой части растения и её транспортирования

По способу агрегатирования технологической части с моторно-ходовой сельскохозяйственные комбайны подразделяются на самоходные, прицепные, полуприцепные, полунавесные и навесные.
Известны случаи создания экспериментальных и специализированных комбайнов нестандартной конструкции (так, в 1970 году в Венгрии был сделан комбайн для сбора лекарственной ромашки, в 1974 году - советский комбайн для сбора помидоров, в 1980 году в Венгрии — комбайн для сбора некоторых сортов огурцов, в 1985 году в ГДР — комбайн для сбора клубники).